# Livre en gros caractères
Un livre en gros caractères (nommé également grands caractères ou large vision) est un ouvrage dont la taille de la police de caractère est adaptée à un public malvoyant. Les livres en gros caractères sont une des branches de l'édition adaptée.

## Définition
Les livres en gros caractères se caractérisent par une taille de police (appelé aussi corps) de caractère importante, un interlignage aéré et à un bon encrage sur papier blanc, avec parfois un traitement anti-reflet. Ils sont destinés au public malvoyant, aux personnes âgées, aux personnes affectées par une pathologie entraînant une difficulté de lecture, comme la dyslexie, l'amblyopie ou la DMLA, ou encore au public rencontrant des difficultés sociales, comme les adolescents en difficulté scolaire ou les populations étrangères en cours d'alphabétisation. 
La taille de police utilisée par les éditeurs varie en général du corps 16 au corps 20, ce qui équivaut à une taille quasiment double des éditions standards, mais peut aller jusqu'au corps 25. On trouve différents types de typographie, dont les polices Rockwell (chez Large Vision par exemple), Luciole (aux éditions À Vue d'œil, Voir de près ou rueLaplace). L'encrage doit avoir le meilleur contraste possible, l'épaisseur du papier doit être adaptée de façon que les mots imprimés ne transparaissent pas de l'autre côté de la page, et le papier utilisé est antireflet. La longueur des lignes est limitée à onze centimètres pour éviter la fatigue des yeux, et les marges sont plus importantes que dans une édition classique. 
Les éditeurs spécialisés proposent, pour certains depuis les années 1970, des ouvrages touchant à tous les genres (littérature, jeunesse, territoire, histoire, documentaire), y compris des magazines et des revues spécialisés dans les jeux comme des sudoku et des mots croisés. 
La Bibliothèque numérique francophone accessible (BNFA), qui associe trois associations liées aux problématiques de la vue, propose quant à elle, sur support numérique, 30.000 livres en gros caractères pour les malvoyants.

## Problématiques
L'enquête Handicap-Incapacité-Dépendance de 2002 recense près de deux millions de personnes souffrant de déficience visuelle[Où ?]. En raison du vieillissement de la population, la proportion de déficience visuelle va augmenter, ce qui pose le problème de l'accès à la lecture pour ce public.[réf. nécessaire]
On trouve deux types d'acteurs qui produisent les livres en gros caractères : les éditeurs spécialisés et les centres de transcription.
Les éditeurs spécialisés doivent acquérir les droits d'auteur avant d'éditer tout ouvrage en gros caractère. Les droits sont négociés au cas par cas, c'est une contrainte assez lourde pour les éditeurs spécialisés. Ces négociations ainsi que les particularités de l'objet-livre en gros caractères (pagination plus importante, recours au livre cousu...) augmentent les coûts par rapport à un livre standard, pour un public numériquement réduit, mais diversifié. 
Les centres de transcription sont des émanations d'associations. En France, pour les aider à produire des livres adaptés, la Loi du 1er août 2005 relative au droit d'auteur et aux droits voisins dans la société de l'information a institué au bénéfice des personnes atteintes d'un handicap une exception au droit d'auteur : celui-ci ne peut s'opposer à la reproduction ni à la représentation de son œuvre par des personnes morales poursuivant un but non lucratif (associations) et par des établissements ouverts au public (bibliothèques). Ainsi la Plateforme Platon de la Bibliothèque nationale de France permet aux centres de transcription agréés de télécharger les fichiers numériques des ouvrages dans le cadre de «l'exception handicap» pour en faire des ouvrages adaptés. Cependant la loi semble avoir été peu efficace : un rapport du ministère de la Culture estimait en 2013 que le volume annuel des productions adaptées ne représente que 3,5 % de l'offre "grand public" et fait un constat d'échec sur le développement de cette offre.
Le développement de l'offre numérique semble a priori susceptible d'apporter une alternative intéressante au livre en gros caractères.